# Famars Communal Cemetery Extension
Famars Communal Cemetery Extension is een Britse militaire begraafplaats met gesneuvelden uit de Eerste Wereldoorlog, gelegen in de Franse gemeente Famars in het Noorderdepartement. De begraafplaats ligt in het zuiden van het dorpscentrum, aan de noordkant van de gemeentelijke begraafplaats van Famars. Er worden iets meer dan 40 doden herdacht, waarvan er 35 geïdentificeerd zijn. De ommuurde begraafplaats heeft een oppervlakte van 304 m² en heeft vooraan een Cross of Sacrifice. De begraafplaats wordt onderhouden door de Commonwealth War Graves Commission. Ze werd aangelegd als uitbreiding op de gemeentelijke begraafplaats door gevechtseenheden eind oktober en begin november 1918, nadat Famars was heroverd.